# Winnie Mandela
Nabandle Nomzamo Winfreda Madikizela, también conocida como Winnie Madikizela o Winnie Mandela (Bizana, Sudáfrica; 26 de septiembre de 1936-Alfred Nzo, Johannesburgo; 2 de abril de 2018), fue una política y trabajadora social sudafricana, esposa del expresidente Nelson Mandela.

## Biografía
Nació en Bizana, Cabo Oriental, el 26 de septiembre de 1936. Conoció a Nelson Mandela (Nelson Rolihlahla Mandela) en 1957, con quien se casó en 1958. Tuvieron dos hijas, las diplomáticas Zenani Mandela-Dlamini y Zindzi Mandela.
La vida de este gran icono político fue bastante complicada, tras la muerte de su padre su familia se distanció, y ella comenzó a trabajar como directora en su antiguo colegio. Tiempo después se trasladó a Johannesburgo, terminó sus estudios de trabajo social en la Escuela de Trabajo Social Jan Hofmey y la licenciatura de relaciones internacionales en la Universidad de Witwatersrand.
Cuando Winnie terminó sus estudios, Sudáfrica ya estaba inmersa en un sistema político racista, simpatizante de la Alemania Nazi. En 1948, el Partido Nacional alcanzó el poder instaurando una ideología racista y segregacionista, que derivó en el lo que hoy conocemos como apartheid.
Este movimiento es un punto clave para la historia de este personaje, ya que Winnie Mandela se convertiría en una de las líderes del antiapartheid, que iba en contra de esas injusticias raciales.
Cuando Nelson Mandela entró en prisión Winnie se convirtió en su representante y voz fuera de la cárcel, siguió luchando contra las injusticias raciales y el movimiento apartheid, además se convirtió “en una activista política por derecho propio” (Bridger, 2015)
Reelegida a la presidencia de la Liga de Mujeres del ANC y nombrada Ministra de Arte, Cultura, Ciencia y Tecnología del primer gobierno multirracial encabezado por su exmarido en 1994, pero acabó siendo acusada de corrupción y por tanto, destituida. Deja la política en 2003 acusada de fraude y robo, aunque regresa en 2007.
Finalmente muere en 2018, dejando un legado muy importante. A su funeral realizado en el estadio de la ciudad, llegaron a asistir cuarenta mil personas. Mucha gente la sigue considerando un símbolo feminista y de lucha contra las injusticias raciales.